# ألف كوب
ألف كوب (بالإنجليزية: Alf Cobb)‏ هو لاعب كرة قدم أمريكية أمريكي، ولد في 7 يونيو 1892 في Athol, Massachusetts ‏ في الولايات المتحدة، وتوفي في 12 سبتمبر 1974 في West Hartford, Connecticut ‏ في الولايات المتحدة.

## وصلات خارجية
- ألف كوب على موقع مرجع كرة القدم المحترفة.كوم (الإنجليزية)
- ألف كوب على موقع كلية كرة القدم في سبورتس رفرنس.كوم (الإنجليزية)